# RTM+
rtm+ (oficiálně podle licence rtm plus Liberecko) vysílá v celém Libereckém kraji s přesahem do polského a německého příhraničí, pokrývá severní část Středočeského kraje, východní část Královéhradeckého kraje a Šluknovský výběžek.
Je největší regionální televizí Libereckého kraje. Týdně ji sleduje 160 000 diváků starších 15 let.

## Historie
Televize rtm+ vysílá od 1. července 2015, kdy nahradila vysílání dřívější TV RTM. V prvních měsících využívala licenci projektu ragionalnitelevize.cz pro lokální stanice. Později získala vlastní licenci. Program zpočátku vysílal i na programové pozici po TV RTM v DVB-T multiplexu Regionální síť 3 na 32. kanále (Liberec, skokanské můstky) a na 46. kanále (Jablonec nad Nisou, radnice). Od 1. února 2016 stanice vstoupila do multiplexu 4 společnosti Digital Broadcasting, čímž pokryla téměř celý Liberecký kraj, severní část středních Čech a okolí měst Varnsdorf a Trutnov. 26. února 2020 pak spolu s přechodem na standard DVB-T2 přešla do multiplexu 24 stejného provozovatele.